# South Bend (Nebraska)
South Bend é uma vila localizada no estado americano de Nebraska, no Condado de Cass.

## Demografia
Segundo o censo americano de 2000, a sua população era de 86 habitantes.
Em 2006, foi estimada uma população de 87, um aumento de 1 (1.2%).

## Geografia
De acordo com o United States Census Bureau, a localidade tem uma área de 0,3 km², sem área coberta por água.

## Localidades na vizinhança
O diagrama seguinte representa as localidades num raio de 16 km ao redor de South Bend.